# Vyzjenka
Vyzjenka (ryska: Выженка) är ett vattendrag i Belarus.   Det ligger i voblasten Minsks voblast, i den centrala delen av landet, 130 km söder om huvudstaden Minsk.
Trakten runt Vyzjenka består till största delen av jordbruksmark. Runt Vyzjenka är det ganska tätbefolkat, med 58 invånare per kvadratkilometer.